# Cảnh sát Nhân dân Trung Quốc
Cảnh sát Nhân dân (tiếng Trung :人民警察; bính âm: Rénmín Jǐngchá) là lực lượng cảnh sát dân sự quốc gia của Cộng hòa Nhân dân Trung Hoa.:120